# Pants on Fire
Pants on Fire (Mentiroso Jack en Latinoamérica y Mentiras verdaderas en España) es una película original de Disney XD, protagonizada por Bradley Steven Perry. Se estrenó el 9 de noviembre de 2014 en Estados Unidos, el 17 de enero de 2015 en Latinoamérica, y el 23 de mayo de 2015 en España.  

## Sinopsis
Jack Parker es un adolescente de 15 años, que tiene todo a su favor. Es popular en su instituto, feliz en casa, además de tener muchas probabilidades de ganar un premio que puede llevarlo a ser bateador de los Boston Red Sox. No obstante, todo lo ha conseguido mintiendo. 
Mientras está dando un discurso, se descubre una de sus mentiras: su amigo Mickey, al que siempre dice que ayuda con los deberes y otras cosas, no existe. A partir de ese instante, todas sus mentiras empiezan a cobrar vida: dos leñadores enfadados y una novia posesiva y celosa de Arizona. 
Él y su mejor amigo Ryan descubren a un hipopótamo púrpura de peluche, que le dice a Jack que la única manera de que sus mentiras dejen de hacerse realidad es confesar a todos que ha mentido. Él se niega a hacerlo, pues la entrega de premios es muy pronto, y no quiere perder. 
Tras ese encuentro, él y Ryan se enfrentan a los leñadores junto a dos agentes. Consiguen escapar con la ayuda de la novia posesiva después de contarle la verdad. Más tarde se entera que sus mentiras perjudican a personas de su entorno a las que quiere y desea proteger.  
Después de hablar con un hombre durante un entrenamiento de béisbol (más tarde se entera de que es su jugador de béisbol favorito), le cuenta a todo el mundo en la entrega de premios que ha mentido y lo descalifican. Junto a su amigo Ryan, se encuentra con todos los que forman parte de sus invenciones en un pasillo y entra en una habitación vacía donde está el hipopótamo de peluche, al que le dice que por fin ha dicho la verdad y que ya ha vuelto a mentir. Ahí descubre que el hipopótamo es su hermana, que harta de sus mentiras quería darle una lección. 
Ella le confiesa que las mentiras personalizadas eran actores en una trama teatralizada que prepararon desde meses atrás y los dos se reconcilian. Al final, él visita a la chica de la que está enamorado para pedirle disculpas y prometer que nunca le mentirá de nuevo. Ambos se marchan en una limusina a Boston para ver a los Red Sox, cortesía de su jugador de béisbol favorito.

## Reparto
- Bradley Steven Perry como Jack Parker.
- Joshua J. Ballard como Ryan.
- Tyrel Jackson Williams como Mickey.
- Brittney Wilson como Hannah Parker / Hipopótamo.
- Taylor Russell como Jennifer.
- Nicholas Coombe como Eric.
- Rachelle Gillis como Lisa.
- Kevin O'Grady como Chip.
- John Stewart como Rock.
- Jill Teed como Diane Parker.
- Peter Graham-Gaudreau como Ed Parker.
- Manoj Sood como Director Kar.
- Richard Ian Cox como Otis.